# 黄河水利职业技术大学
黄河水利职业技术大学，前身黄河水利职业技术学院，是一所位于中华人民共和国河南省开封市的公立职业本科大學。最初为1929年创立的河南省水利工程专门学校，后历经国立黄河流域水利工程专科学校、水利电力部黄河水利学校、黄河水利委员会黄河水利学校等历史沿革，1998年改制为黄河水利职业技术学院。2025年升格为黄河水利职业技术大学。

学校占地面积1532亩，建筑面积49万平方米，固定資產8.2亿元，教学仪器设备总值1.6亿元。2000年3月学校由水利部划归河南省实行省部共建，2006入选国家首批示范性高等职业院校。2019年入选“双高计划”院校，全国前十。

## 历史沿革

### 中华民国时期
1929年3月一1929年8月，河南省建设厅水利工程学校
1929年8月一1931年6月，河南省水利工程专门学校
1931年6月一1942年5月，河南省立水利工程专科学校（附设高级中学，1935年4月改为附属高级水利科职业学校）
1942年5月一1946年10月，国立黄河流域水利工程专科学校（附设附属高级水利科职业学校）（1946年7月，部分被并入河南大学，成为其工学院水利系）
1947年1月一1949年3月，私立中原工学院（附设高级职业学院）

### 中华人民共和国时期
1950年9月一1952年11月，黄河水利专科学校（1952年9月调入郑州高级工业职业学校水利科教师10人，学生3个班共128人）
1952年11月一1954年12月，黄河水利学校（1952年10月调入河南大学水利系部分教师及教学仪器设备）
1955年1月一1958年7月，水利部开封黄河水利学校
1958年7月一1958年10月，黄河水利委员会黄河水利学校
1961年9月一1962年9月，黄河水利学院
1962年9月一1970年6月，水利电力部黄河水利学校
1970年6月一1980年4月，黄河水利委员会黄河水利学校
1980年4月一1998年3月，黄河水利学校、黄河职工大学（1980一1983年4月并入黄河水利委员会干部学校）
1998年3月一今，黄河水利职业技术学院（并入黄河水利技工学校（1978年9月一1998年3月）、并入黄河水利职工中专（1987年2月一1998年3月））
2025年升格并更名为黄河水利职业技术大学。

## 传统

### 校歌
现今沿用校歌歌词如下：

《黄河水院校歌》

瞿文琳
水专、水专，济济腾欢。
断金攻玉，敷土奠川。
源开民生裕，流畅国用赡。
障颓波，挽狂澜，大业一肩担。 

#### 附注
此歌为1939年3月10日河南省立水利工程专科学校校长瞿文琳向国民政府教育部呈报的校歌。
其曲谱为临时曲谱，正式歌谱尚在征求国内音乐专家编制中。
瞿文琳（1895—1948.9），字茀章，湖北广济人，北洋大学土木工程系毕业。曾任河南大学土木工程系教授、系主任。 

### 校训
守诚  求新  创业  修能  